# Pierre François Verhulst
Pierre François Verhulst   (Brussel·les, 28 d'octubre de 1804 - Brussel·les, 15 de febrer de 1849) fou un matemàtic belga conegut pels seus estudis sobre evolució de la població.

## Vida i Obra
Fill d'una família rica que no va escatimar recursos en la seva educació, Verhulst va estudiar al Athénée Royal de Brussel·les (escola secundària) on va ser company de Joseph Plateau i va tenir com mestre Adolphe Quételet, amb qui després col·laboraria en diversos treballs científics.
El 1822 va ingressar en la universitat de Gant per estudiar ciències i va obtenir el seu doctorat el 1825 en aquesta universitat amb només 21 anys. Després d'un temps en què va tenir alguna responsabilitat docent al Museu de Ciències i Lletres de Brussel·les, va marxar a Roma on té la peregrina idea de dotar els Estats Pontificis amb una constitució, el que li va costar el seu estranyament de Roma.
El 1831, retornat a Bèlgica, es va involucrar en el quefer polític del nou estat, tot i que no aconsegueix ser elegit diputat. En aquest any va publicar una proposta de reforma de l'ensenyament superior amb el títol de Mémoire sur les abus dans l'enseignement supérieur actuel. El 1834 és nomenat professor de l'Escola Militar de Bèlgica i el 1835 de la universitat Lliure de Brussel·les. El 1840 v ahaver de deixar aquest càrrec en aprovar-se una llei d'incompatibilitats.
El 1841 va ser escollit membre de l'Acadèmia Reial de la que el 1848 en va ser nomenat president. Va morir un parell de mesos després d'haver finalitzat el seu mandat anual.
Verhulst és conegut, sobre tot, per haver estar el primer matemàtic en modelitzar el creixement de la població amb la funció logística (ell mateix li va donar el nom), en comptes de les funcions de progressió geomètrica que havia predicat Malthus. Aquesta funció, una variant de les corbes sigmoides, va reduint progressivament la taxa de creixement a mesura que la població es fa més gran. Amb ella va predir que la població de Bèlgica no seria mai més gran de 6.600.000 habitants. A finals del segle xix era de 6.064.000 habitants, tot i que actualment supera el deu milions (encara que els límits geogràfics poden haver canviat considerablement). L'article important en aquest camp el va publicar el 1838 en la revista Corespondence mathématique et physique amb el títol de Notice sur la loi que la population suit dans son accroissement.
El 1841 també va publicar un compendi dels coneixements actuals sobre funcions el·líptiques.